# 萩原宗固

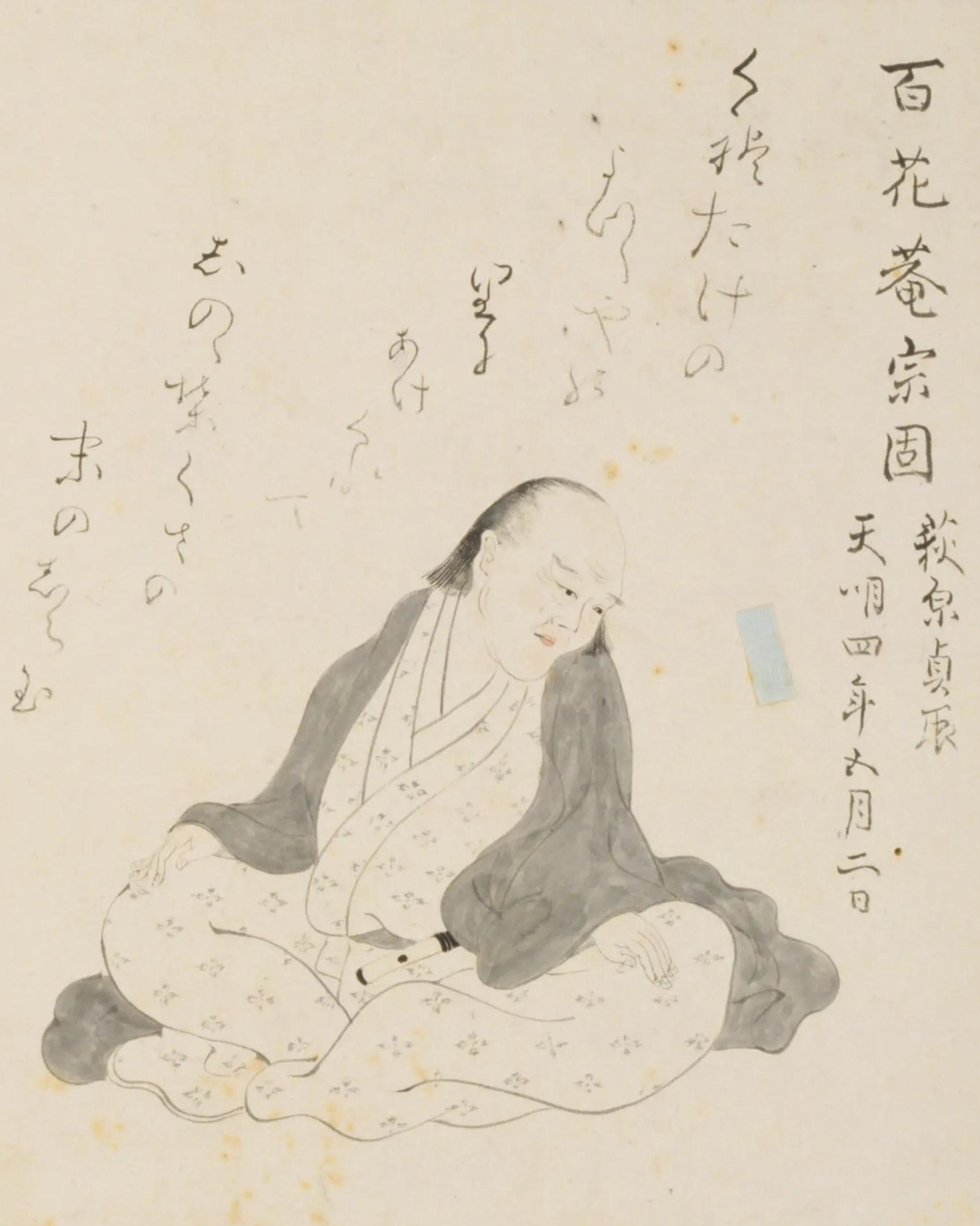
萩原宗固（『肖像集』）

萩原 宗固（はぎわら そうこ/むねかた、元禄16年（1703年） - 天明4年5月2日（1784年6月19日））は、江戸時代中期の歌人、幕臣。諱は貞辰（さだとき）、通称は又三郎・七左衛門、号は百花庵/百花園。松平定信に仕えた水野為長の父。弟子に塙保己一などがいる。

## 生涯
江戸市谷本村町の鈴木家に生まれ、萩原家に養子に入った。幕府与力として勤めた後、隠居して「宗固」と名乗る。
京都の公卿の烏丸光栄や武者小路実岳、冷泉為村らに師事して和歌や歌学を学ぶ。石野広通・磯野政武と共に江戸冷泉派を代表する歌人として知られた。
内山賀邸と共に「明和十五番狂歌合」の判者も務めるなど、狂歌師としても知られた。
門人に、国学者で『群書類従』を編纂した塙保己一や、横田袋翁がいる。塙が賀茂真淵や日野資枝に入門したのは、宗固のすすめによるものである。また宗固の多数の蔵書は底本・校合本として『群書類従』の編纂に役立てられた。
宗固の子・水野為長は老中として寛政の改革を断行した白河藩主松平定信に仕え、渋沢栄一『楽翁公伝』によれば若い頃の定信が宗固を召して質問することがたびたびあったという。
晩年は荒木町に住み、天明4年5月2日死去。享年82歳。戒名は詠和院唯識宗固居士。墓所は四谷の日蓮宗・本性寺に所在し、2004年（平成16年）に改葬整備され、養父母の墓石と並んでいる。墓所は新宿区登録史跡となっている。

## 著書
歌集
- 『しのゝ葉草』 - 家集、没後に水野為長が上梓を進め、天明6年（1786年）に横田茂語と大塚孝綽が跋文を書いている[13]。
- 『山家百首』 - 安永2年（1773年）[14]
- 『貞辰先生名所百首和歌』[15]

随筆
- 『鵙（もず）の草莖（くさぐき）』[16]
- 『一葉抄』[17]
- 『小窓雑筆』[18]
- 『小窓随筆』[19]

注釈書
- 『新勅撰集秋風抄』 - 寛延4年（1751年）、『新勅撰和歌集』の注釈書[6]。
- 『古今増抄』 - 宝暦3年（1753年）[6]
- 『後撰和歌集増抄』[9]
- 『拾遺和歌集増抄』 - 宝暦5年（1755年）ごろ[20]
- 『百人一首萩原剳記』 - 宝暦7年（1757年）[21]
- 『蜻鈴日記注釈』

その他
- 『冷泉宗匠家伺書』 - 師冷泉為村との問答で、宗固の苦悩もうかがわれる[3]。
- 『雲上歌訓』 - 堂上諸家の教えを蒐集したもの[3]。明和7年（1770年）以前[10]
- 『塙氏雑著』（静嘉堂文庫蔵） - 自筆雑抄[22]

## 歌
- 夢なれや 枕ならべて ねし人も きかぬ初音の 山ほととぎす[2]